# Tallard
Tallard är en kommun i departementet Hautes-Alpes i regionen Provence-Alpes-Côte d'Azur i sydöstra Frankrike. Kommunen ligger  i kantonen Tallard som ligger i arrondissementet Gap. År 2022 hade Tallard 2 272 invånare.

## Befolkningsutveckling
Antalet invånare i kommunen Tallard
Referens:INSEE